# Травень, грудень
Травень, грудень (англ. May December) — американська драма 2023 року режисера Тодда Гейнса за сценарієм Семі Берча.
Наталі Портман грає роль акторки, яка їде до Джорджії, щоб познайомитися та вивчити життя суперечливої жінки (Джуліанна Мур), яку вона має зіграти у фільмі. Ця героїня сумно відома своїми 23-річними стосунками з чоловіком (Чарльз Мелтон), які розпочалися коли йому було 13 років.
Фільм анонсували в червні 2021 року, до акторського складу приєдналися Портман і Мур. Знімання відбувалося в середині 2022 року поблизу Савани, штат Джорджія. Прем'єра відбулася на 76-му Каннському кінофестивалі 20 травня 2023 року, де Netflix придбала права на розповсюдження в Північній Америці.
Травень, грудень вийшов у деяких кінотеатрах США 17 листопада 2023 року перед трансляцією на Netflix 1 грудня та отримав схвальні відгуки критиків.

## Сюжет
У 2015 році актриса Елізабет Беррі прибуває в Саванну, штат Джорджія, щоб вивчити життєпис Грейсі Атертон-Ю, яку вона має зіграти у незалежному фільмі. 1992 року, 36-річну Грейсі спіймали у зоомагазині за сексом із 13-річним Джо Ю, однокласником її сина Джорджі, де вони обидва працювали. Під час тюремного ув'язнення Грейсі народила дитину від Джо. Дія відбувається за двадцять три роки потому: Грейсі та Джо давно одружені. У шлюбі народилося троє дітей: Хонор, яка навчається в коледжі, і близнюків Чарлі та Мері, які в цей час закінчують школу.
Елізабет бере інтерв'ю у Грейсі та Джо про їхні стосунки та запевняє їх, що має намір чесно представити їхню історію. Елізабет також розмовляє з першим чоловіком Грейсі. Відвідуючи зоомагазин, де пара познайомилася і працювала, Елізабет заходить у складське приміщення, де Грейсі та Джо займалися сексом, та імітує статевий акт наодинці.
Елізабет відвідує уроки в середній школі, де навчаються близнюки. Джо та Чарлі вживають канабіс, при цьому Джо зауважує своєму синові, що ніколи не експериментував з канабісом. У Джо, який перебуває у нетверезому стані, починається нервовий зрив і він плаче в обіймах Чарлі.
Елізабет супроводжує сім'ю — включно з Хонор, яка приїхала з коледжу — на вечерю в ресторан, щоб відсвяткувати випуск близнюків. Після обіду Джорджі пропонує, щоб Елізабет знайшла йому роботу музичного керівника у фільмі, в обмін на те, щоб він розповість подробиці життя Грейсі. Він вказує, що Грейсі зазнала сексуального насильства від її старших братів, у молодості, сказавши, що прочитав це в її щоденнику.
Елізабет запрошує Джо до себе, де він передає їй листа, який Грейсі написала йому на початку їхніх стосунків, і вони займаються сексом. Елізабет каже Джо, що у нього ще є час, щоб почати нове життя без Грейсі, хоча він йде, коли Елізабет називає переживання Джо «історією». Джо зі сльозами на очах розповідає Грейсі про початок їхніх стосунків, думаючи, що він був «занадто молодим». Грейсі стверджує, що це він спокусив її і що він контролював ситуацію. Елізабет використовує лист, переданий їй Джо, щоб відпрацювати свою гру Грейсі як монолог.
Вранці після випускного один із метеликів Джо вилітає зі своєї лялечки. Пізніше вся родина відвідує випускний Чарлі та Мері, а Джо плаче на самоті. Коли Елізабет готується вже піти, Грейсі розповідає їй, що Джорджі вигадав історію про жорстоке поводження з боку її братів і що вони з Джорджі мають гарні стосунки.

## У ролях
- Наталі Портман в ролі Елізабет
- Джуліанна Мур як Грейсі
- Чарльз Мелтон у ролі Джо Ю
- Корі Майкл Сміт як Джорджі
- Елізабет Ю в ролі Мері Атертон-Ю
- Габріель Чанг — Чарлі Атертон-Ю
- Пайпер Курда в ролі Хонор Атертон-Ю
- Д. В. Моффетт як Том Атертон
- Лоуренс Арансіо в ролі Морріса Спербера

## Виробництво
У червні 2021 року було оголошено, що Портман і Мур отримують головні ролі в цьому фільмі. У вересні 2022 року повідомили, що Мелтон також увійшов до акторського складу. У січні 2023 року повідомлялося, що Пайпер Курда, Елізабет Ю та Габріель Чанг приєдналися до акторського складу фільму.
Основне знімання відбулося в Савані штату Джорджія, і завершилися через 23 дні в листопаді 2022 року. Едвард Лахман спочатку був визначений оператором, але його замінив Крістофер Блаувельт через травму стегна Лахмана. Події фільму розпочинаються в Камдені, штат Мен, а потім розгортаються в Савані.
Гейнс зазначив що цей фільм частково натхненний фільмами Інгмара Бергмана «Персона» (1966) та «Зимове світло» (1963).

## Музика
Музика Марсело Зарвоса до фільму є адаптацією та оновленою оркестровкою музики Мішеля Леграна для фільму 1971 року Посередник. Гейнс спочатку грав партитуру Леграна на знімальному майданчику та під час редагування для натхнення, поки врешті-решт команда не вирішила, щоб Марсело адаптував і додав до неї оригінальну музику, а потім переоркестрував її. Ім'я Леграна вказувалося разом із Зарвосом.

## Реліз
У лютому 2023 року Sky Cinema придбала права на прокат фільму у Великій Британії. Фільм був обраний до конкурсної програми «Золотої пальмової гілки» на 76-му Каннському кінофестивалі, де 20 травня 2023 року відбулася його прем'єра. У травні 2023 року Netflix придбав права на розповсюдження в Північній Америці в Marché du Film за 11 мільйонів доларів. Фільм також показали як «Вечірній фільм відкриття» на Нью-Йоркському кінофестивалі 29 вересня 2023 року.
Фільм вийшов у прокат в обмеженому кінопрокаті в США 17 листопада 2023 року, а 1 грудня 2023 року почав транслюватися на Netflix у США та Канаді. Його реліз заплановано на 8 грудня 2023 року в Sky Cinema у Великій Британії.

## Реакція

### Оцінка критиків
Травень Грудень отримав схвальні відгуки критиків.  На вебсайті агрегатора рецензій Rotten Tomatoes 92 % із 222 відгуків критиків є позитивними із середньою оцінкою 8/10. Кінокритики з Metacritic, який використовує середньозважену оцінку, поставили фільму оцінку 85 зі 100 на основі думки 49 критиків, вказуючи на «загальне визнання».
У своїй рецензії на фільм після його прем'єри в Каннах Пітер Дебрюдж з Вараєті назвав «Травень грудень» «нескінченно захопливим фільмом» і додав: «Настільки багатошаровий і нескінченно відкритий для інтерпретації, як і будь-який із фільмів [Гейнса], він також є найщедріший і прямий […] Потенціал для пристрасті, трансформації та підривної діяльності важко висить у повітрі».. Пітер Бредшоу в Ґардіан  визнав фільм «кумедним і елегантним […], поставленим Тоддом Гейнсом з холодною, проникливою точністю», і описав гру Портман та Мур як «потужне шаленство».
Білдж Ебірі з Vulture описав Травень грудень як «дуже смішний і легкий, але водночас дуже незручний фільм», зазначивши, що Гейнс «використовує атрибути сюжету, щоб привернути увагу до невідповідності між тим, що відбувається на екрані, і нашою реакцією на це», і підсумував: «Іноді здається, що режисер сам шукає правильний тон, щоб розповісти цю історію. Він не знає точно, як ставитися до всього цього. Тож він усе відчуває й стежить за тим, щоб ми також це робили».

### Нагороди та відзнаки
| Нагорода / Кінофестиваль                  | Дата церемонії    | Категорія                     | одержувач(и)               | Результат |        |
| ----------------------------------------- | ----------------- | ----------------------------- | -------------------------- | --------- | ------ |
| Каннський кінофестиваль                   | 27 травня 2023    | Золота пальмова гілка         | Тодд Гейнс                 | Номінація | [ 17 ] |
| Готем                                     | 27 листопада 2023 | Найкращий сценарій            | Семі Берч і Алекс Механік  | Номінація | [ 36 ] |
| Готем                                     | 27 листопада 2023 | За видатну роль другого плану | Чарльз Мелтон              | Перемога  | [ 37 ] |
| Свято кіно і телебачення                  | 4 грудня 2023     | Нагорода за прорив            | Чарльз Мелтон              | Перемога  | [ 38 ] |
| Кінофестиваль Mill Valley                 | 16 жовтня 2023    | Життєві досягнення: Співпраця | Тодд Хейнс і Крістін Вакон | Перемога  | [ 39 ] |
| Міддлбурзький кінофестиваль               | 22 жовтня 2023    | Нагорода режисера-візіонера   | Тодд Гейнс                 | Перемога  | [ 40 ] |
| Кінофестиваль у Монклері                  | 30 жовтня 2023    | Режисерська премія            | Тодд Гейнс                 | Перемога  | [ 41 ] |
| Спільнота кінокритиків Нью-Йорка          | 30 листопада 2023 | Найкращий актор другого плану | Чарльз Мелтон              | Перемога  | [ 42 ] |
| Спільнота кінокритиків Нью-Йорка          | 30 листопада 2023 | Найкращий сценарій            | Семі Берч                  | Перемога  | [ 42 ] |
| Міжнародний кінофестиваль у Санта-Барбарі | 10 лютого 2024    | Нагорода «Віртуоз»            | Чарльз Мелтон              | Перемога  | [ 43 ] |

## Виноски
1. ↑  Віднесено до кількох посилань:[24][25][26][27][28][29][30]